# Teoderada di Troyes
Teoderada di Troyes (868 circa – 903) fu, come moglie di Oddone, contessa di Parigi poi, marchesa di Neustria, ed infine regina dei Franchi occidentali.

## Origine
Figlia quartogenita del conte di Laon, Alerano II ( † dopo l'885 e a sua volta figlio di Alerano I, conte di Troyes, poi conte di Barcellona, Empúries e Rossiglione e duca di Settimania) e della moglie di cui non si conoscono né il nome né gli ascendenti, come indicato nelle Europäische Stammtafeln, vol II cap. 10 (non consultate).

## Biografia
Nell'881 circa Teoderada andò in sposa a Oddone, figlio maschio primogenito del Marchese di Neustria contro i Bretoni, conte d'Angiò, di Auxerre e di Nevers, Roberto il Forte, della dinastia dei Robertingi, e della seconda (o terza) moglie, Adelaide d'Alsazia (Adelaide d'Alsazia, figlia secondogenita del conte di Tours, Ugo e della moglie Ava o Bava, aveva sposato in prime nozze Corrado I (ca. 800- 862/6) della famiglia dei Guelfi, che aveva feudi in Alemagna), come è indicato nelle Europäische Stammtafeln, vol II cap. 10 (non consultate) e come risulta dal documento n° XIV degli Odonis Regi Diplomata.
Proprio in quel periodo (882 circa), Oddone ottenne il titolo di conte di Parigi.
Quando, nell'888, l'imperatore Carlo il Grosso, che era anche re dei Franchi occidentali, morì, Oddone, secondo l'Herimanni Aug. Chronicon assunse il potere sulla Neustria ed in Aquitania (Gallia usque ad Ligerim et in Aquitania) e Ademaro di Chabannes conferma che i Franchi, congiurando contro il giovane Carlo (carolingio), elessero loro re il duca d'Aquitania, Oddone.
Tra i fautori di Oddone, secondo gli Annales Vedastini vi era anche Teodorico, figlio di Alerano II e fratello di Teoderada.
Teodorada divenne così regina dei franchi occidentali, dopo che suo marito, Oddone era stato incoronato re dei Franchi il 29 febbraio 888 a Compiègne.
Alla morte del marito, Oddone, nessuno dei suoi figli ascese al trono di Francia poiché Oddone, a causa delle sconfitte conseguite contro i Normanni, aveva perso prestigio e nell'893 l'arcivescovo di Reims, Folco il Venerabile, raccogliendo tutti gli scontenti attorno a sé, aveva ordito una congiura che portò all'incoronazione di Carlo III il Semplice nella cattedrale di Reims, il 28 gennaio 893.
Tra i due re seguì una guerra civile che terminò nell'897 risultando favorevole a Oddone, il quale, tuttavia, riconobbe come erede al trono Carlo. Alla morte di Oddone, nell'898, Carlo divenne re di Francia.
Secondo i necrologi della Cattedrale di Verdun, Teodorada, subito dopo essere rimasta vedova, si risposò, probabilmente come seconda moglie col conte Otto (o Hattone), un nobile della Lotaringia
Teoderada si spense qualche anno più tardi, nel 903.

## Figli
Teoderada a Oddone diede quattro figli:
- Raul, re d'Aquitania (882 – † dopo l'898), che nelle Europäische Stammtafeln[1], vol II cap. 10 (non consultate) viene citato col titolo di re (forse re titolare d'Aquitania)
- Oda (circa 883-† dopo il 952), sposò Sventibaldo di Lotaringia.
- Arnolfo (885–898), che, secondo Ademaro di Chabannes, successe al padre ma poco dopo morì[9]
- Guy (circa 888 -† dopo il 903).

Teoderada a Otto non risulta aver dato alcun figlio.

### Fonti primarie
- (LA)  Monumenta Germaniae Historica, Scriptores, tomus II.
- (LA)  Ademarus Engolismensis, Historiarum Libri Tres.
- (LA)  Rerum Gallicarum et Francicarum Scriptores, tomus IX.
- (LA)  Monumenta Germaniae Historica, Scriptores, tomus V.

### Letteratura storiografica
- René Poupardin, I regni carolingi (840-918), in «Storia del mondo medievale», vol. II, 1979, pp. 583–635
- Louis Halphen, Francia: gli ultimi carolingi e l'ascesa di Ugo Capeto (888-987), in «Storia del mondo medievale», vol. II, 1979, pp. 635–661
- Allen Mayer, I vichinghi, in «Storia del mondo medievale», vol. II, 1979, pp. 734–769